# Глас (журнал)
«Glas» («Глас») — журнал английских переводов современной русской литературы, основанный редактором и переводчицей Наталией Перовой.

## История проекта
Журнал «Глас», а с ним и одноимённое издательство, был основан в Москве в 1991 году, после того как Союз Писателей СССР закрыл журнал «Советская литература (на иностранных языках)». Закрытие произошло как раз тогда, когда в связи с Перестройкой в мире возник повышенный интерес к новой русской литературе. При этом в начале 1990-х годов в России рухнули все государственные программы по продвижению русской литературы за рубежом, и много лет «Глас» был единственным, кто знакомил зарубежного читателя с современной русской литературой через распространение в англоязычных странах и благодаря прямым рассылкам переводов издателям и славистам в разных странах. Таким образом, «Глас» взял на себя роль справочной базы данных и бесплатного литературного агента.
«Глас» был основан переводчицей Наталией Перовой, экс-редактором журнала «Советская литература». Первым соредактором был Эндрю Бромфилд, на тот момент молодой британский переводчик, а сегодня один из лучших и наиболее востребованных переводчиков русской литературы; уже с четвёртого номера соредактором стал Арч Тейт, тогда профессор Бирмингемского университета и переводчик, а сегодня также один из самых востребованных переводчиков русской литературы; и вскоре к ним присоединилась Джоан Тёрнбул, тогда начинающая переводчица, а сегодня лауреат нескольких престижных премий за свои переводы Кржижановского.
В 1990-е годы сразу столкнулись несколько литературных волн: ранее запрещённые авторы, незаслуженно забытые классики и новые авторы, которые только начинали писать и нуждались в профессиональной оценке. Все они появились в английских переводах впервые. «Глас» опубликовал некоторые возвращённые шедевры первой половины XX века (Кржижановский, Мариенгоф, Дорошевич, Борис Ямпольский и др.) Особенно успешным был сборник произведений Платонова в переводе Роберта Чандлера. В журнале появились первые переводы многих авторов, которые сегодня всемирно известны, а тогда только начинали издаваться (Виктор Пелевин, Людмила Улицкая, Ольга Славникова, Владимир Сорокин, Юрий Буйда, Асар Эппель и др.) С 2010 года «Глас» также издавал молодых авторов, победителей премии «Дебют». Журнал стремился отражать все жанры и направления в русской литературе, хотя выбор был ограничен степенью переводимости того или иного произведения.
«Глас» не только продвигал новых русских авторов, но и предоставлял начинающим переводчикам своё пространство, где они могли показать себя и быть замеченными другими издателями. Многие переводческие карьеры начинались с публикаций в «Гласе», где переводы всегда проверялись с русским текстом, чего не происходит в иностранных издательствах. Таким образом, на протяжении многих лет Глас был школой перевода для большого числа начинающих переводчиков.
Благодаря высокому уровню текстов и переводов «Глас» сразу получил хорошую прессу за рубежом и заслужил авторитет как среди иностранных критиков и славистов, так и среди англоязычных читателей, интересующихся русской литературой, которые стали его преданными подписчиками на многие годы.

## Цитаты о журнале
- «…Многие из писателей, опубликованных «Гласом», включены в список 112 величайших (на самом деле 113, поскольку Ильф и Петров указаны вместе) русских писателей всех времен в России «Russia Beyond the Headlines». Это крутой список, в котором вверху много старых, умерших писателей XIX века и узнаваемых имен, а ниже следует интересная смесь более малоизвестных старых писателей и современников». Literalab («…Many of the writers Glas published are included in a list of the greatest 112 (actually 113, because Ilf and Petrov get listed together) Russian writers of all time in Russia Beyond the Headlines. It’s a cool list, with many old, dead, 19th century and recognizable names at the top, followed by an interesting mix of more obscure older writers and contemporaries further down».)[1]
- «За последние 24 года «Глас» опубликовал внушительный список из 75 наименований, половина из них — антологии, в которых собраны произведения 170 разных авторов, «представляющих различные направления и виды» русской литературы.» – Publishing Perspectives ("Over the past 24 years, Glas has published an impressive list of 75 titles, half of these are anthologies, which contain the works of 170 different authors “representing various trends and types” of Russian literature")[2]
- «Глас: Новая русская письменность» издает русскую литературу в переводе с 1991 года. "Новое" в названии означает скорее "неизвестное", чем "современное", поскольку "Глас" охватывает гораздо больше, чем тринадцать лет его издания». Review of Literary Resources (Glas: New Russian Writing has been publishing Russian literature in translation since 1991. The “new” in the title means “unknown” more than “contemporary,” for Glas covers much more than the thirteen years it has been published.)[3]
- «Наташа Перова, редактор литературного журнала «Глас», объясняет, как боязнь коммерциализации и жанровой литературы часто вводит в заблуждение, если кто-то хочет понять, что происходит в современной русской литературе». Sampsonia Way: An Online Magazine for Literature, Free Speach & Social Justice («Natasha Perova, editor of the literary magazine Glas explains how the fear of commercialism and genre literature are often misleading if one wants to understand what is happening in the Russian literature of today».).[4]
- «Я с удовольствием прочёл „Глас“. Совершенно очевидно, что в России сегодня множество талантов, и великолепная подборка произведений в книжках „Гласа“ обещает ему большое будущее». — Исайя Берлин. («I was delighted to read Glas. It is clear that there is a great deal of literary talent in Russia today, and the excellent selection which my copies of Glas contain promises well for its future.» Sir Isaiah Berlin)
- «„Глас“ стал почти болезненно необходим мне: через него тексты и голоса из России идут к нам c мощной настойчивостью. Особенно сейчас, когда надежды на их родине опять пошатнулись». — Джордж Стайнер. («Glas has become almost disturbingly indispensable. The texts and voices out of Russia come through with formidable insistence. More now than ever before, precisely because hopes on their native ground are again precarios.» George Steiner)
- «„Глас“ — первоклассный журнал: хорошая подборка и прекрасные переводы. Рекомендую его всем, кто интересуется Россией и хорошей литературой»". — «Обзервер» («Glas is a first-rate magazine, well planned and very well translated. Anyone interested in Russia and good writing should seekit ot.» Observer)
- «„Глас“ даёт нам представление о русской литературе в развитии …и также даёт возможность почувствовать, что значит быть читателем в России»". — Литературное приложение к газете «Таймс» («GLAS gives us a sense of Russian literature in motion. … it gives us a taste of what it is to be a reader there.» Times Literary Supplement)
- «Россия остаётся страной выдающихся писателей и „Глас“, который знакомит нас с русской литературой в англ переводах, представляет хороший обзор состояния литературы в России». — «Монреальская Газета» («Russia remains a country of distinguished writers, and GLAS, presenting Russian writing in English translation, provides a welcome overview of the current state of Russian literary affairs.» Montreal Gazette)
- «Глас, дитя гласности, вполне способен внести существенную лепту в возрождение читательской веры в редакционную независимость современных журналов. Если вы не найдёте книжек „Гласа“ в магазине, заказывайте их. Этот журнал заслуживает широкого распространения». — «Айриш Таймс» («GLAS, daughter of glasnost, seems likely to make a significant contribution to the restoration of readers' faith in the editorial independence of contemporary journals. If you cannot find GLAS in the shops, ask for it. This journal deserves wide distribution.» Irish Times)
- «„Глас“ отличает высокий литературный уровень и переводы читаются необычайно хорошо». — Воскресное приложение к «Индепендент» («The standard of writing in GLAS is high and the translations read unusually well.» The Independent on Sunday)[5]
- «Благодаря „Гласу“ множество новых авторов стали доступны западному читателю». — «Нью-Йоркер» («Thanks to GLAS many of the new Russian writers are now available to the Western reader.» The New Yorker)